# Tōzen-ji

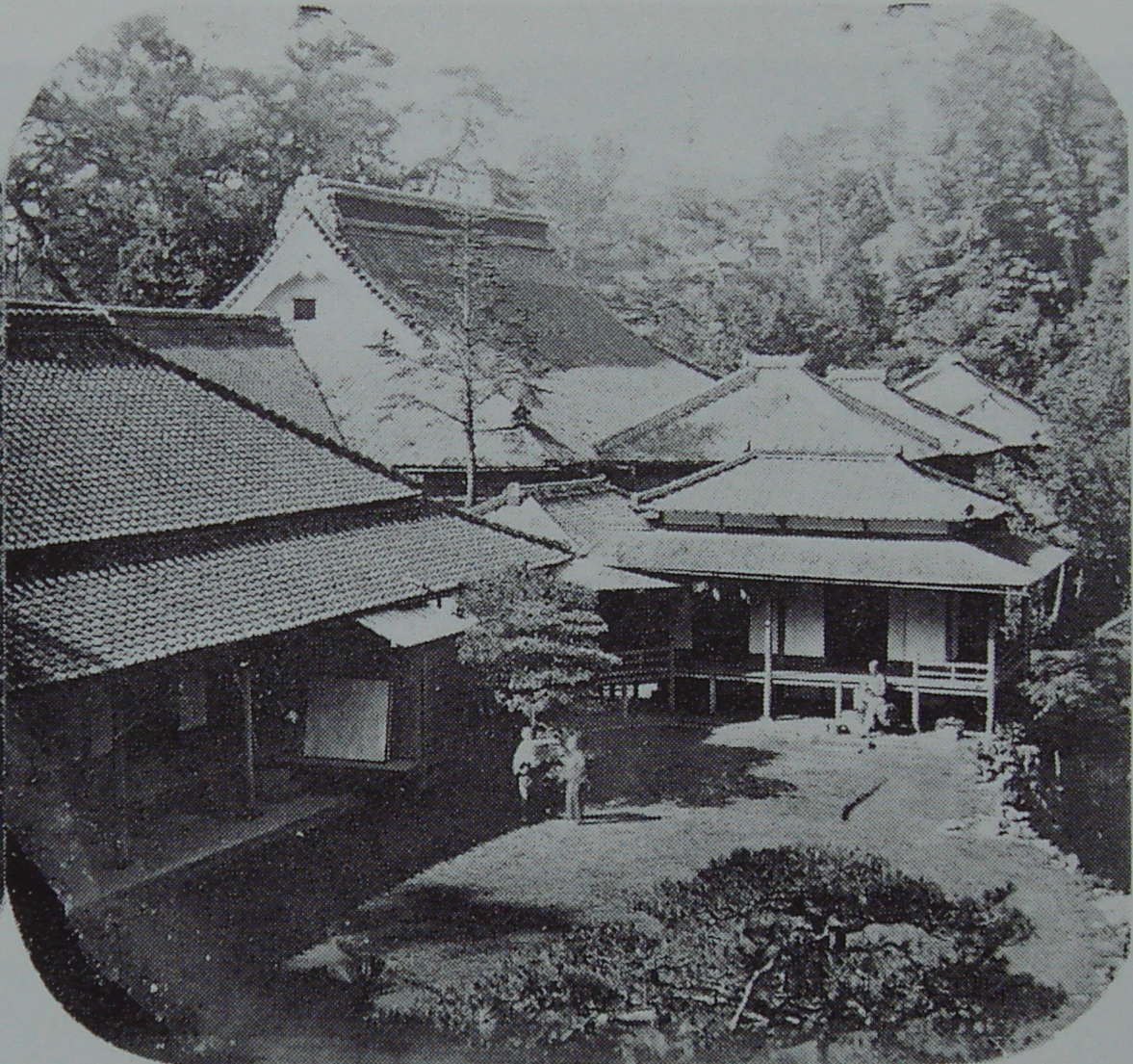
Le Tōzen-ji photographié par Felice Beato dans les années 1860.

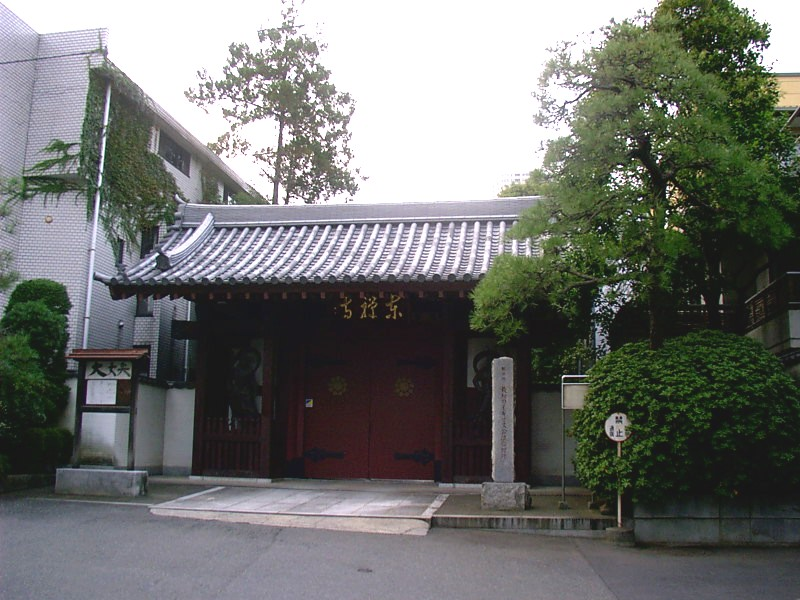
Porte du Tōzen-ji.

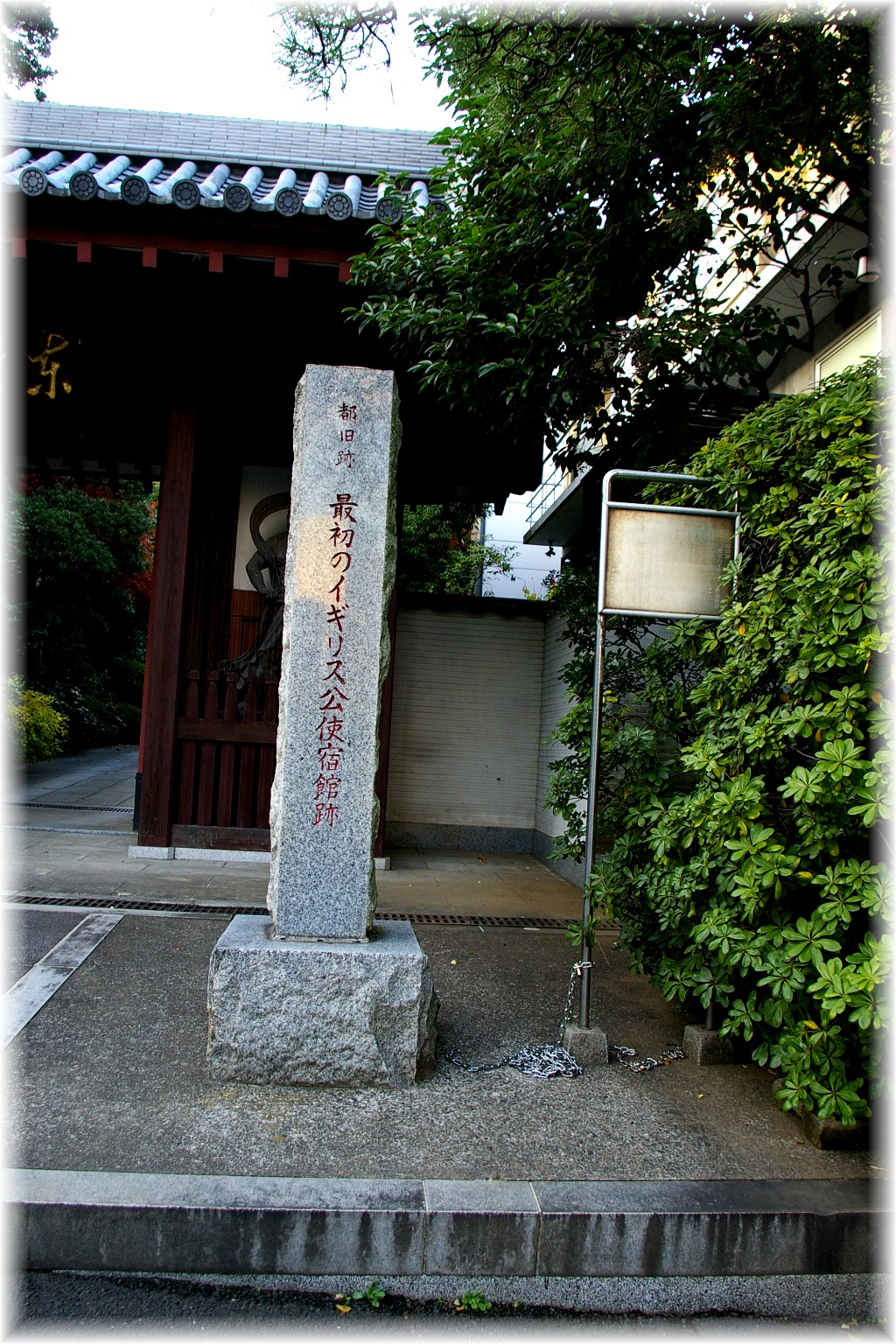
Site historique : mémorial de la première légation britannique.

Le Tōzen-ji (東禅寺) est un temple à Takanawa, près de Tōkyō au Japon. Il appartient à la secte Rinzai-shu, une des écoles du bouddhisme zen qui à son siège au Myoshin-ji à Kyōto.
En 1610, Ryonan-zenji le créa à Akasaka et, en 1636, il fut déménagé dans ses locaux actuels. Le temple est situé directement sur la route du Tokaido au-dessus de la mer. Pour cette raison, il est nommé Kaijō zenrin (littéralement « la forêt zen au-dessus de la mer »). Ces mots furent écrits sur le samon ou porte principale. Pendant la période Edo, le Tōzen-ji était considéré comme le temple familial de plusieurs clans dont le clan Date de Sendai, le clan Ikeda de la province d'Ōmi, le clan Inaba du domaine d'Usuki dans la province de Bungo, les Suwo de Shinshu, les Tamura d'Ichinoseki et le clan Mori de Saeki à Bungo.
En 1859, la première légation britannique au Japon installa ses locaux dans le temple, mais y est prise pour cible les années suivantes.